# Димитър Хаджигеоргиев
Димитър Хаджигеоргиев е български композитор и музикален педагог.

## Биография
Роден е на 30 юни 1873 г. в Стара Загора. Завършва българската католическа гимназия в Одрин, а след това инструменталния и композиторския отдел на Консерватория в Прага през 1897 г. В периода 1897 – 1902 г. е учител в Стара Загора. Сред основателите е на Музикалното дружество „Кавал“ и е диригент на оркестъра към него. Организира училищен хор и оркестър, както и първата духова ученическа музика в България. През 1904 г. става един от основателите на Музикалното училище в София и на Българския музикален съюз. В периодите 1904 – 1910 и 1921 – 1928 г. е редактор на списание „Музикален преглед“. От 1912 г. е директоер на училището, а в периода 1921 – 1931 г. е директор на Музикалната академия.
Автор е на юбилейни маршове и на 20 учебника по нотно пеене. Сред известните му творби са оперетата „Тахирбеговица“, „Юбилейна кантата на цар Освободител Александър II“, „Юбилеен марш на Иван Вазов“, „Юбилеен марш на цар Фердинанд“. Най-голямото му музикално произведение е операта „Тахирбеговица“, която е играна над 50 пъти на сцената на Народния театър.
Умира на 19 март 1932 г. в София.